# Liste der afghanischen Botschafter in Persien
Der afghanische Botschafter in Persien (heute Iran) residiert in der Dr. Beheshti Avenue, 4th Street Teheran.
| Ernannt / Akkreditiert | Name                          | Bemerkungen         | ernannt während der Regierung von | akkreditiert während der Regierung | Posten verlassen |
| ---------------------- | ----------------------------- | ------------------- | --------------------------------- | ---------------------------------- | ---------------- |
| 1920                   | Abdul Aziz Khan Azis          |                     | Amanullah Khan                    | Ahmad Schah Kadschar               |                  |
| 1925                   | Muhammad Haidar Khan Husseini | Mir Muhammad Husain | Amanullah Khan                    | Reza Schah Pahlavi                 |                  |
| 1928                   | Sultan Ahmad Shirzai          |                     | Amanullah Khan                    | Reza Schah Pahlavi                 |                  |
| 1932                   | Jalaluddin Tarzi              | (* 1910; † 1982)    | Mohammed Nadir Schah              | Reza Schah Pahlavi                 |                  |
| 1939                   | Muhammad Nauruz               |                     | Mohammed Sahir Schah              | Reza Schah Pahlavi                 | 1942             |
| 1948                   | Rahim Ullah Khan              |                     | Mohammed Sahir Schah              | Mohammad Reza Pahlavi              | 1949             |
| 1967                   | Abdur Razzaq Ziayi            |                     | Mohammed Sahir Schah              | Mohammad Reza Pahlavi              |                  |
| 1948                   | Rahim Ullah Khan              |                     | Mohammed Sahir Schah              | Mohammad Reza Pahlavi              | 1949             |
| 1973                   | Sardar Zalmai Mahmud          |                     | Mohammed Sahir Schah              | Mohammad Reza Pahlavi              |                  |
| 1977                   | Abdullah Malikyar             |                     | Mohammed Sahir Schah              | Mohammad Reza Pahlavi              |                  |
| Juli 1978              | Mohammed Nadschibullah        |                     | Nur Muhammad Taraki               | Mohammad Reza Pahlavi              | Okt. 1978        |
| 2005                   | Umar Daudsai                  |                     | Hamid Karzai                      | Mahmud Ahmadinedschad              | 2007             |
| 2008                   | Yahya Maroofi                 |                     | Hamid Karzai                      | Mahmud Ahmadinedschad              | 11. Dez. 2009    |
| 2010                   | Obaidullah Obaid              |                     | Hamid Karzai                      | Mahmud Ahmadinedschad              |                  |